# Португальцы
Португа́льцы (порт. portugueses) — романский народ на западе Пиренейского полуострова, коренное население Португалии. Говорят на португальском языке.

## Этногенез

Карта, показывающая основные доримские племена Португалии и их основные миграции. Движение турдулов в красном, кельтиков в коричневом и лузитан в синем цвете. От них зависело большинство соседних с лузитанами племен. Имена на латыни.

С антропологической точки зрения, современные португальцы принадлежат к иберийской (западносредиземноморской) группе популяций.
Основным компонентом в этногенезе португальцев были кельтиберийские племена, романизированные в первых веках нашей эры. Также в V—VI веках к кельтиберийской основе добавился германский субстрат (племена вестготов и свевов), а после окончания многовековой борьбы с маврами (потомками бербероязычного населения Атласских гор), пришедшими на полуостров в VII веке, были частично ассимилированы или изгнаны. Большое количество евреев-сефардов ассимилировались с местным населением до XV века.

## Язык и культура

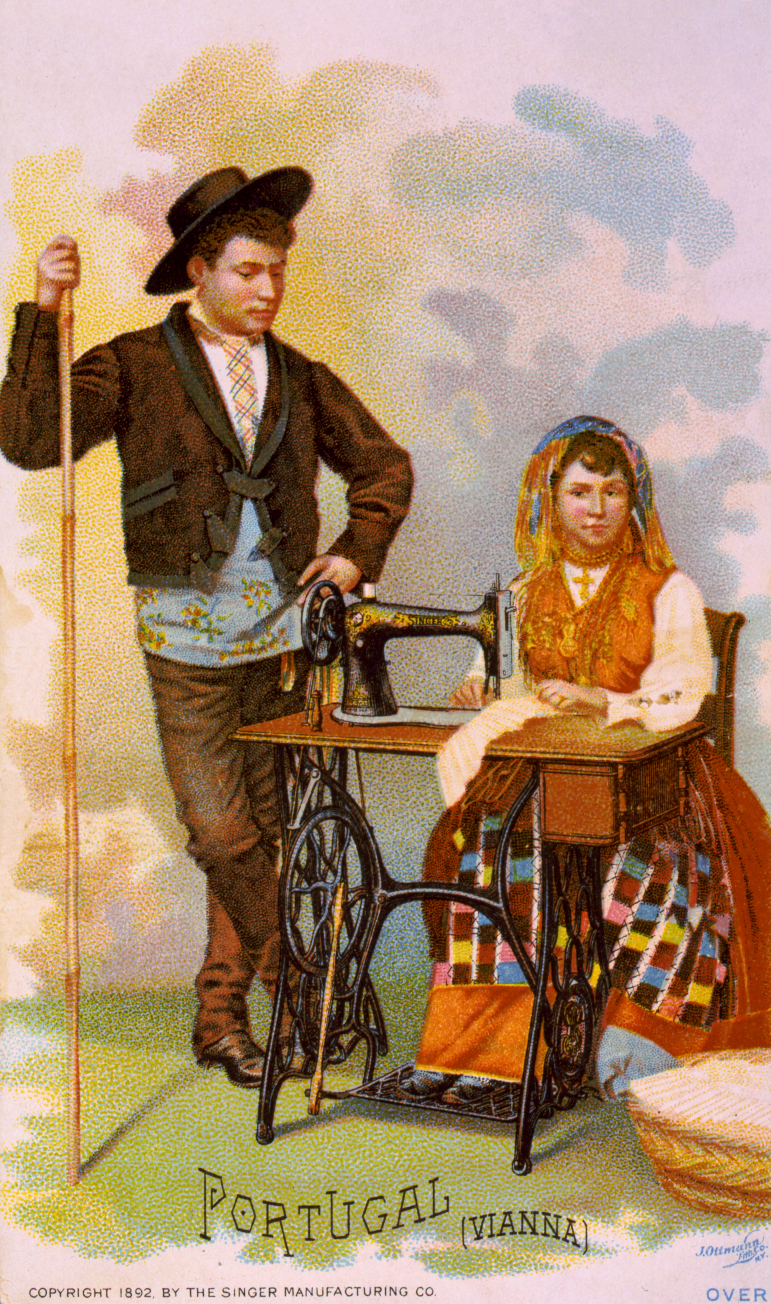
Португальцы в национальных костюмах

Основной язык португальцев — португальский язык, небольшое меньшинство говорит на мирандском языке. Подавляющее число португальцев — католики, имеются также небольшие группы протестантов.
Важной частью культуры и национального самосознания португальцев является музыкальный стиль фаду.

## Расселение

### В Европе
В качестве гастарбайтеров многие португальцы эмигрировали в другие страны Европы. В одной только Франции проживают более 1 млн португальцев. Кроме неё, другими странами с существенным португальским населением являются, Андорра (16 тыс.), Бельгия (40 тыс.), Великобритания, Италия (11 тыс.), Люксембург (90 тыс., или 16 %), Швейцария (265 тыс.) и Испания. В Германии проживают 170 тысяч португальцев. В частности, в послевоенное время португалец Арманду Родригеш де Са стал миллионным гастарбайтером, въехавшим в Германию, за что ему был вручён мопед в качестве подарка.
Согласно переписи населения 2002 года, в России проживало 89 человек, назвавших себя португальцами.

### В бывших колониях XX века
Эмиграция португальцев происходила и в бывшие португальские колонии. В Анголе живут 30 тысяч португальцев, 100 тысяч являются мулатами. Португальцы присутствуют в Гоа (Индия), Гвинее-Бисау, на островах Кабо-Верде, в Макао, Мозамбике, Восточном Тиморе, Сан-Томе и Принсипи. 
Из Анголы и Мозамбика, после получения этими странами независимости, более полумиллиона португальцев возвратились на историческую родину либо переселились в другие страны, преимущественно Бразилию и ЮАР.

### В других частях света
В бывшей колонии Бразилия португальцы смешались с другими европейцами, индейцами и африканцами. У 20-25 % бразильцев, как минимум, один дедушка или бабушка являются этническими португальцами. В Канаде около полумиллиона человек имеют португальские корни. В США — около 1,5 миллиона человек, что составляет крупнейшую после Бразилии диаспору португальцев. В Венесуэле до 5 % населения имеет португальское происхождение (1,4 млн.). Португальцы приняли заметное участие в формировании населения Вест-Индии. Их потомки составляют активное меньшинство в Гайане, Тринидаде и Тобаго, на Бермудских островах.